# VPLP Design
VPLP Design  est un cabinet d'architecture navale français créé en 1983 par Marc Van Peteghem et Vincent Lauriot-Prévost, parmi les plus réputés de la course au large comme du monde de la Coupe de l'America.
Depuis 2012, il a récolté de nombreux victoires et podiums tant en monocoques qu'en multicoques sur les courses les plus prestigieuses : Route du Rhum, Transat Jacques-Vabre, Vendée Globe.
Dans les années 2020, VPLP s'associe avec Zéphyr et Borée sur des projets de cargos à voile ou à propulsion mixte, comme le Canopée.

## Historique
Cette section ne s'appuie pas, ou pas assez, sur des sources secondaires ou tertiaires indépendantes du sujet. Le texte peut contenir des analyses inexactes ou inédites de sources primaires.
Pour l'améliorer, ajoutez-en, ou placez des modèles {{Source secondaire souhaitée}} ou {{Source secondaire nécessaire}} sur les passages mal sourcés. (janvier 2024)
En 1983, Marc Van Peteghem et Vincent Lauriot-Prévost s'associent pour former le cabinet VPLP. Ils sont reconnus comme les architectes à la pointe des multicoques océaniques modernes avec l’ex-circuit ORMA, le Trophée Jules Verne, les MOD70, les Multi50 et même sur la Coupe de l’America avec BMW-Oracle Racing. Ils construisent des voiliers de course performants et à succès comme en 1990, le multicoque Pierre 1er de Florence Arthaud, Primagaz de Laurent Bourgnon en 1994 et en 1998, Géant, de Michel Desjoyeaux en 2002, Gitana 11 de Lionel Lemonchois ou bien USA 17, vainqueur de la 33e Coupe de l'America ; Banque Populaire V, détenteur de records de l’Atlantique et de la Méditerranée et Groupama 3 et Maxi Banque Populaire V, derniers détenteurs du trophée Jules-Verne.
En 2006, ils s'associent avec l'architecte naval Guillaume Verdier pour travailler principalement le concept des voiliers de classes Ultime et IMOCA comme les monocoques Virbac Paprec 3, détenteur en 2010 du record de distance à la voile en 24 heures lors de sa victoire à la Barcelona World Race 2010-2011, Macif de François Gabart.
En 2006 toujours, la société prend le nom de VPLP Design Vannes, une société par actions simplifiée inscrite au registre du commerce de Vannes le 23 novembre 2006 sous le numéro 492 810 775 00022. Son chiffre d'affaires est de 1 600 900 € en 2015[réf. nécessaire].
En 2008 est créée une filiale VPLP design Paris dont le siège est à La Ciotat du 1er septembre 2008 au 12 juillet 2012. Ce siège est déplacé à Paris depuis le 12 juillet 2012. Elle réalise un chiffre d'affaires de 490 400 € en 2014[réf. nécessaire]. Son président est Marc Van Peteghem.
En 2018, VPLP Design crée Ayro, pour développer et commercialiser des ailes rigides, permettant de réduire les émissions de CO2 des cargos et yachts,.
En février 2021, VPLP Design décide de changer la direction. Simon Watin, qui a rejoint l'agence en 2008, devient président. Mathias Maurios, Quentin Lucet et Xavier Guisnel composent le nouveau comité exécutif,.
En novembre 2021, VPLP Design s'associe à Alwena Shipping et MerConcept, l’écurie de course de François Gabart, pour développer le projet d'un catamaran à foils de 30 mètres capable de transporter 200 passagers. Il a été nommé "Fast Foiling Ferry",.

## Palmarès des réalisations

### En multicoques

#### Route du Rhum
Toutes les Routes du Rhum depuis 1990 ont été remportées par des VPLP. En 2014, les VPLP prennent les cinq premières places et en 2018 les trois premières.
- 1990 : 1er Pierre 1er barré par Florence Arthaud
  - 3e R.M.O barré par Laurent Bourgnon
- 1994 : 1er Primagaz barré par Laurent Bourgnon
- 1998 : 1er Primagaz barré par Laurent Bourgnon
  - 3e Groupama barré par Franck Cammas
- 2002 : 1er Géant barré par Michel Desjoyeaux
- 2006 : 1er Gitana 11 barré par Lionel Lemonchois
- 2010 : 1er Groupama 3 barré par Franck Cammas
- 2014 : 1er Groupama 3 rebaptisé Maxi Solo Banque Populaire VII barré par Loïck Peyron
  - 2e Maxi Spindrift 2 barré par Yann Guichard
  - 3e Gitana XV barré par Sébastien Josse
  - 4e Maxi80 Prince de Bretagne barré par Lionel Lemonchois
  - 5e Musandam Oman Sail barré par Sidney Gavignet
- 2018 : 1er Groupama 3 rebaptisé IDEC Sport barré par Francis Joyon
  - 2e Macif barré par François Gabart
  - 3e Sodebo Ultim' barré par Thomas Coville

#### Transat Jacques-Vabre
10 victoires dans les Transats Jacques-Vabre (1997, 2001, 2003, 2007, 2009, 2011, 2013, 2015, 2017, 2019) et plusieurs places d'honneur dont 2 triplés en 2005 et 2019 :
- 1997 : 1er Primagaz barré par Laurent et Yvan Bourgnon
- 1999 :
  - 2e Groupama barré par Franck Cammas et Stève Ravussin
- 2001 : 1er Groupama barré par Franck Cammas et Stève Ravussin
- 2003 : 1er Groupama barré par Franck Cammas et Franck Proffit
- 2005 :
  - 2e en classe ORMA Gitana 11 barré par Fréderic Le Peutrec et Yann Guichard
  - 3e en classe ORMA Géant barré par Michel Desjoyeaux et Hugues Destremau
  - 1er en classe Multi50 Crêpes Whaou! barré par Franck-Yves et Kevin Escoffier
- 2007 : 1er en classe ORMA Groupama 2 barré par Franck Cammas et Stève Ravussin
  - 2e en classe ORMA Gitana 11 barré par Fréderic Le Peutrec et Yann Guichard
  - 1er en classe Multi50 Crêpes Whaou! barré par Franck-Yves Escoffier et Karine Fauconnier
- 2009 : 1er en classe Multi50 Crêpes Whaou! barré par Franck-Yves Escoffier et Erwan Le Roux
- 2011 : 1er ''Actual en classe Multi 50 barré par Yves Le Blevec et Samuel Manuard
- 2013 : 1er Edmond de Rothschild un MOD70 barré par Sébastien Josse et Charles Caudrelier
  - 2e Oman Air-Musandam barré par Sidney Gavignet et Damian Foxall
- 2015 : Macif en classe Ultime barré par François Gabart et Pascal Bidégorry
  - 2e Sodebo Ultim' en classe Ultime barré par Thomas Coville et Jean-Luc Nélias
  - 1er en classe Multi50 FenêtréA Prysmian barré par Erwan Le Roux et Giancarlo Pedote
  - 2e en classe Multi50 Ciela Village barré par Thierry Bouchard et Olivier Krauss
- 2017 : 1er Sodebo Ultim' barré par Thomas Coville et Jean-Luc Nélias
- 2019 : 1er en classe Multi50 Groupe GCA - Mille et un sourires barré par Gilles Lamiré et Antoine Carpentier
  - 2e en classe Multi50 Solidaires en Peloton - ARSEP barré par Thibaut Vauchel-Camus et Fred Duthil

|                                             |
| Gitana 11 dans la baie de Quiberon en 2006. |

|                                          |
| Groupama 3 dans le port de Brest en 2009 |

|                                                                 |
| Maxi Solo Banque populaire VII, départ de la Route du Rhum 2014 |

|                                                               |
| Prince de Bretagne au départ de la Transat Jacques-Vabre 2015 |

|                                             |
| Musandam au départ de la Route du Rhum 2014 |

|                                                       |
| Sodebo Ultim avant le départ de la Route du Rhum 2014 |

|                             |
| IDEC Sport de Francis Joyon |

|                                         |
| Groupama 2 vu au large de Brest en 2008 |

|                               |
| Macif quitte le port du Havre |

|                                             |
| Multi 50 Groupe GCA - Milles et Un Sourires |

#### Trophée Jules-Verne

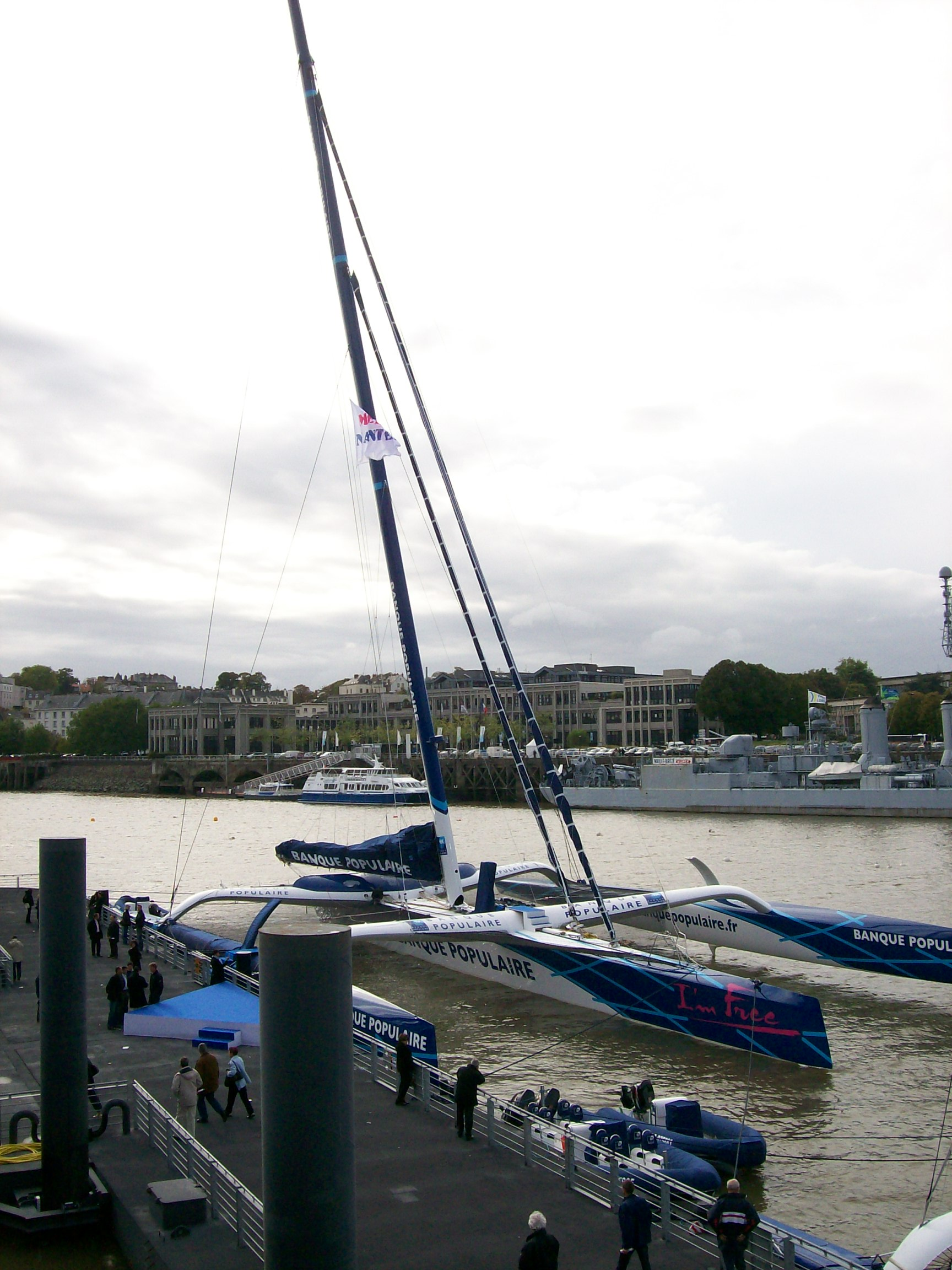
Trimaran Maxi Banque Populaire V.

- 5 Trophées Jules-Verne (1997, 2004, 2010, 2012, 2016)[13]
- 1997
  - Olivier de Kersauson sur le trimaran Sport-Elec repart pour la 5e fois sur le parcours du Trophée Jules-Verne, qu'il remporte pour la première fois en améliorant le record de plus de trois jours avec un temps de 71 j 14 h 22 min.
- 2004
  - Après une première tentative avortée à la suite d'avaries de voile, c'est Olivier de Kersauson et l'équipage de Géronimo qui, après un deuxième départ, s'emparent à nouveau du Trophée Jules-Verne en bouclant le périple en 63 j 13 h 59 min.
- 2010
  - Franck Cammas et son équipage partent sur Groupama 3 battent le précédent record d'un peu plus de deux jours. Le nouveau record du trophée Jules-Verne est désormais de 48 j 7 h 44 min 52 s[14]. Sa moyenne sur l'orthodromie était de 18,76 nœuds (34,74 km/h), mais de 24,59 nœuds (45,54 km/h) sur la navigation complète de 28 523 milles nautiques parcourus.
- 2012
  - A bord de Maxi Banque Populaire V Loïck Peyron et treize équipiers[15] établissent un nouveau record avec 45 j 13 h 42 min 53 s[16] de navigation, soit une moyenne de 19,75 nœuds (36,58 km/h) sur l'orthodromie mais de 26,5 nœuds (49,08 km/h) sur la navigation complète de 28 965 milles nautiques parcourus. Le record est amélioré de 2 jours et 18 heures. Lors de ce tour du monde, le Maxi Banque Populaire V a enregistré une pointe à 48,38 nœuds[17], alors barré par Thierry Chabagny.
- 2016
  - Francis Joyon sur Groupama 3 établi un nouveau record du tour du monde à la voile en équipage en 40 j 23 h 30 min 30 s[18].

#### Coupe de l'America
- 2010

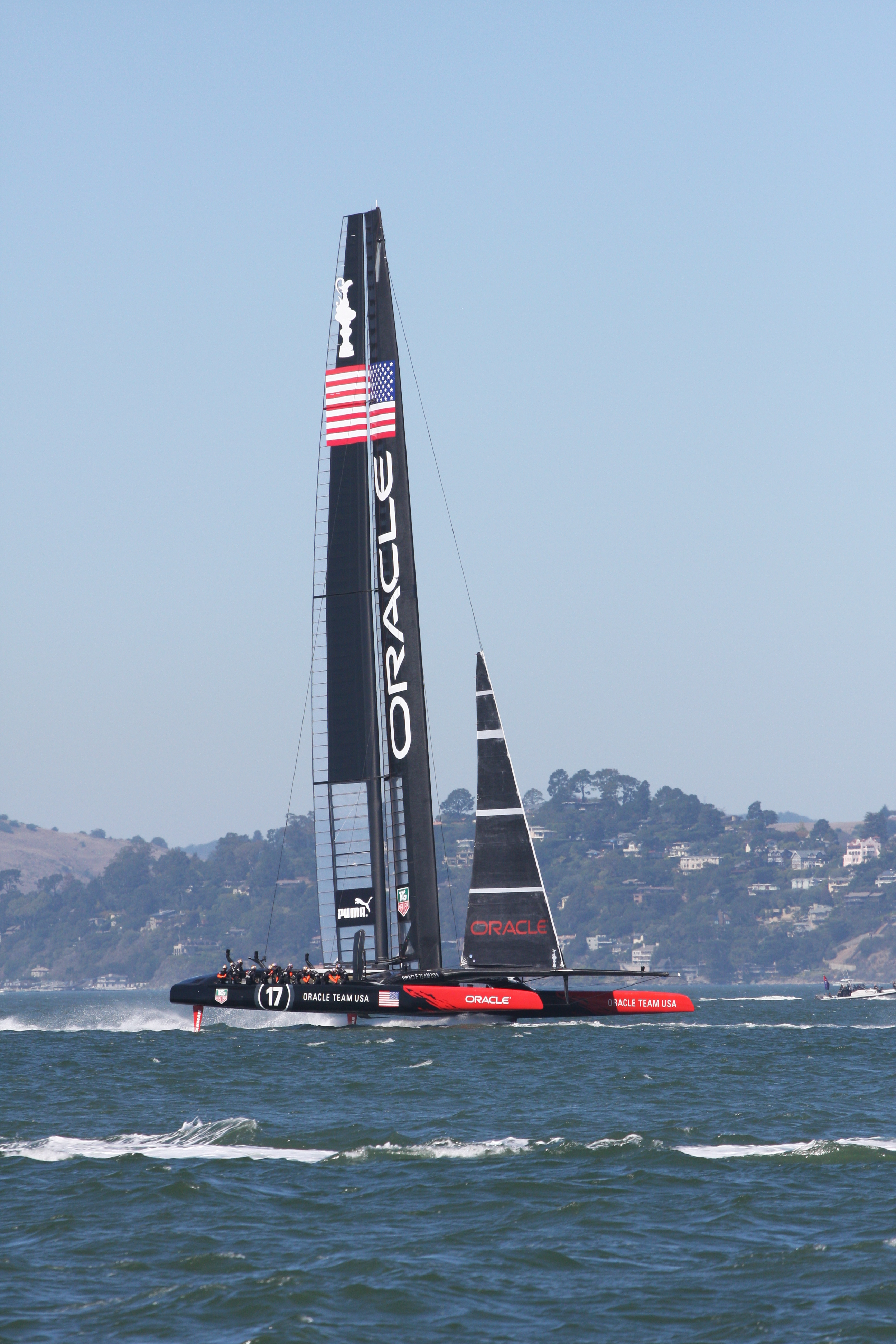
Coupe de l'America 2013, dans la baie de San Francisco en Californie.

  - Victoire lors du challenge du Golden Gate Yacht Club d'BMW-Oracle - USA 17 le challenger a remporté la 33e édition de la Coupe de l'America par 2 victoires à 0 face à Alinghi 5, le défendeur
- 2013
  - Victoire lors du Coupe de l'America 2013 d'Oracle Team USA le défendeur a remporté la 34e édition de la Coupe de l'America par 9 victoires à 8 (après avoir été mené 1-8) face à Emirates Team New Zealand, le challenger
- La réalisation de la formule de base de l'AC72, jauge de catamarans de 22 mètres (72,2 pieds) conçue pour la Coupe Louis-Vuitton et la coupe de l'America depuis 2013.

#### Autres
- 2004
  - Victoire dans la Transat anglaise avec Géant de Michel Desjoyeaux
    - 2e Thomas Coville sur Sodebo Ultim'
    - 3e Franck Cammas sur Groupama
- concepteurs des 60 pieds ORMA (13 trimarans dessinés) et toute la flotte des MOD70

### En monocoques
En collaboration avec Guillaume Verdier :

#### Route du Rhum
- 2002 :
  - 2e Ecover barré par Mike Golding en classe IMOCA
- 2014 : 1er Macif barré par François Gabart en classe IMOCA
  - 2e Maître CoQ de Jérémie Beyou
  - 3e Safran de Marc Guillemot
  - 4e For Humble Heroes d'Armel Tripon
- 2018 : 1er SMA de Paul Meilhat en classe IMOCA[19]
  - 2e Ucar - Saint Michel d'Yann Eliès[20]
  - 3e Hugo Boss d'Alex Thomson[21]
  - 4e PRB de Vincent Riou[22]
  - 5e Malizia 2 - Yacht Club de Monaco de Boris Herrmann[23]

#### Vendée Globe
- 2012-2013 : 1er Macif de François Gabart
  - 2e Banque populaire d'Armel Le Cléac'h
- 2016-2017 : 1er Banque populaire VIII d'Armel Le Cléac'h record en 74 j 03 h 35 min 46 s
  - 2e Hugo Boss d'Alex Thomson
  - 3e Maître Coq de Jérémie Beyou
  - 4e StMichel-Virbac de Jean-Pierre Dick
  - 5e Quéguiner - Leucémie Espoir de Yann Eliès

#### Transat Jacques-Vabre
- 2007
  - 2e Safran de Marc Guillemot
- 2009 :
  - 1er Safran barré par Marc Guillemot et Charles Caudrelier
  - 2e Groupe Bel barré par Kito de Pavant et François Gabart
- 2011 : 1er Virbac Paprec 3 de Jean-Pierre Dick
- 2013 : 1er PRB 5 de Vincent Riou
  - 2e Safran de Marc Guillemot
- 2015 : 1er PRB 5 de Vincent Riou

#### Autres
- Barcelona World Race 2010-2011 : 1er Virbac Paprec 3 de Jean-Pierre Dick,
- IMOCA New York - Barcelona 2014 : 1er Hugo Boss d'Alex Thomson

|                                                           |
| Macif après le prologue de la Transat Jacques Vabre 2011. |

|                                          |
| SMA avant le départ du Record SNSM 2015. |

|                                                 |
| Virbac Paprec 3 Route du Rhum 2010 - N-E Bréhat |

|                                                                                  |
| Quéguiner-Leucémie Espoir au retour de la Fastnet Race 2015 au large de Roscoff. |

|                            |
| Banque populaire, en 2012. |

|                                                            |
| Banque populaire VIII au départ du Vendée Globe 2016-2017. |

|                                               |
| Hugo Boss au départ du Vendée Globe 2016-2017 |

|                                                                                   |
| Vendée Globe 2012-2013 : Jean Le Cam sur SynerCiel au départ des Sables-d'Olonne. |